# Артемівський лікеро-горілчаний завод
Артемівський лікеро-горілчаний завод — це одне з найстаріших підприємств України з виробництва лікеро-горілчаних напоїв. Воно являє собою цілісний виробничий комплекс по виробництву лікеро-горілчаної продукції, який має у своєму складі: адміністративний корпус, лабораторію, цехи — купажний, розливу, тарний, готової продукції.

## Історія
Завод було засновано у Бахмуті 1904 року. Незважаючи на історичну ситуацію, завод продовжував безупинно працювати практично протягом всієї своєї історії. Завод був одним з основних поставників алкогольної продукції Радянської республіки на експорт та почесним членом Зовнішньоекономічної відкритої спілки «Союзплодімпорт». З 80-х років ХХ сторіччя продукція заводу, крім Європи, поставляється у США та на Кубу.
Підприємство не існує з 2012 року.

## Виробництво
Виробництво продукції здійснюється на 4-х виробничих лініях потужністю 6000 пляшок на годину кожна, у 2007 році запущено нову лінію. Максимальна виробнича потужність 12,97 млн пляшок на місяць.
При виготовленні алкогольних виробів використовуються тільки високоякісні спирти на натуральні інгредієнти.
Лабораторія контролю якості сировини, матеріалів та кінцевої продукції акредитована Державним центром України по стандартизації, метрології і сертифікації.

## Продукція
У даний час Артемівський лікеро-горілчаний завод виготовляє горілки «Pulse», «Артемівська», «Московська», «Столична», бальзами «Столітній» та «Билинний», настоянки «Добірна». Власник торговельних марок — компанія «Альтера Груп» (Донецьк, Україна).